# 山城水力電気
山城水力電気株式会社（やましろすいりょくでんき かぶしきがいしゃ）は、大正時代に存在した京都府南部を供給区域とする電力会社である。
前身の笠置水電は1914年（大正3年）に開業。1919年（大正8年）に設立された山城水力電気は、笠置水電が経営した京都府相楽郡・綴喜郡における供給事業を引き継ぐとともに、和束川に水力発電所を建設した。存続期間は3年と短く、1922年（大正11年）に供給区域が隣接する東邦電力（旧関西水力電気）へと合併された。

## 歴史
1905年（明治38年）、奈良県奈良市に関西水力電気が設立された。同社は1907年（明治40年）から翌年にかけて、奈良県と京都府をまたいで流れる木津川支流白砂川・布目川に水力発電所を建設。その後順次奈良県内で供給を拡大するとともに、県境に接する京都府相楽郡木津町・加茂村（現木津川市）および笠置村（現笠置町）も供給区域に編入した。
相楽郡ではさらに、1913年（大正2年）12月に「笠置水電紡績株式会社」が電気事業経営許可を得た。逓信省の資料によると、供給区域は木津川流域の相楽郡棚倉村（現木津川市）・祝園村（現精華町）や綴喜郡田辺町（現京田辺市）・井手村（現井手町）などで、電源は笠置村に設置の水力発電所を予定していた。同社は1914年（大正3年）6月23日、資本金10万円で笠置村大字笠置に設立される。本来は電気事業とともに紡績事業を兼営する計画で資本金も100万円であったが、実際に発足した会社の目的に紡績業はなく、同年9月には社名も削られ「笠置水電株式会社」に改められている。笠置水電は1914年12月19日に開業したが、自社発電所は未完成であり、電源は関西水力電気からの受電であった。
1917年（大正6年）7月、笠置水電は木津町の稲葉弥吉に買収された。稲葉は当時、加茂村の松岡孝吉らとともに笠置水電の事業を引き継ぐ新会社設立を計画中であった。翌1918年（大正7年）8月、笠置水電は新会社「和束川水力電気株式会社」に対し営業権と全資産を譲渡すると決定する。和束川水力電気は1919年（大正8年）3月11日、資本金50万円で木津町大字木津に設立される。同社は同年4月笠置水電から事業を譲り受け（笠置水電は8月25日付で解散）、次いで5月29日「山城水力電気株式会社」へと社名を変更した。山城水力電気の社長は戸尾善右衛門（奈良県生駒郡都跡村の人物）、常務は松岡孝吉であった。
和束川水力電気（山城水力電気）は、木津川支流和束川での水力発電事業計画が元になっており、水利権許可は笠置水電設立よりも前の1907年（明治40年）3月にさかのぼる。その後長く起業されずにいたが、1917年に発起人が稲葉・松岡らと交代して会社設立に至った。和束川水利権は西和束村（現和束町）と東和束村（同）の2か所が許可されており、山城水力電気はこのうち西和束村の発電所をまず建設した。発電所は「山城第一発電所」（後に「和束川発電所」へ改称）といい、出力は185キロワット。運転開始は1920年（大正9年）6月のことである。自社発電所完成により関西水力電気からの受電は打ち切られるが、一方で供給区域の拡大も可能となった。
1921年（大正10年）9月2日、山城水力電気は関西水力電気との間に合併契約を締結した。合併条件は、関西水力電気が33万3300円を増資し、それに伴う新株（1株額面50円払込済み）を解散する山城水力電気の株主に対し持株3株（同）につき2株の割合で交付する、というものである。関西水力電気は同年10月18日、愛知県の名古屋電灯と合併し関西電気となるとともに、山城水力電気の合併を株主総会で議決する。翌1922年（大正11年）3月16日には逓信省から合併認可が下り、同年6月26日関西電気で合併報告総会が開かれて合併手続きが完了、同日山城水力電気は解散した。さらに同日、存続会社の関西電気は東邦電力へと改称している。旧山城水力電気区域は旧関西水力電気区域とともに東邦電力では奈良支店の管轄とされた。

## 供給区域と供給成績
1921年（大正10年）10月末時点における、供給開始済みの電灯・電力供給区域は以下の京都府内22町村である。
- 相楽郡
  - 相楽村・上狛村・高麗村・棚倉村・瓶原村（現・木津川市）
  - 山田荘村・祝園村・稲田村・狛田村（現・精華町）
  - 西和束村・中和束村・東和束村・湯舟村（現・和束町）
- 綴喜郡
  - 田辺町・普賢寺村・三山木村・草内村（現・京田辺市）
  - 井手村・多賀村（現・井手町）
  - 青谷村（現・城陽市）
  - 田原村・宇治田原村（現・宇治田原町）

同じく1921年10月末時点における供給成績は、電灯需要家数9057戸・取付数1万3307灯、据付電動機64台・使用馬力数215.5馬力であった。
また上記の半年後、1922年4月に宇治田原村の北側にあたる滋賀県栗太郡大石村（現・大津市）を供給区域に追加する許可を得ている。同村における配電工事は東邦電力時代の同年9月末に落成した。